# حملان (حفاش)

تعديل مصدري - تعديل

حملان هي إحدى قرى عزلة بني احمد بمديرية حفاش التابعة لمحافظة المحويت، بلغ تعداد سكانها 209 نسمة حسب تعداد اليمن لعام 2004.